# Luiz Rosemberg Filho
Luiz Rosemberg Filho (Rio de Janeiro, 27 de setembro de 1943 - Rio de Janeiro, 19 de maio de 2019) foi um cineasta, artista plástico e ensaista brasileiro, conhecido por obras como Jardim das Espumas (1971), A$$untina das Amérikas (1976), Crônica de um Industrial (1978) e Guerra do Paraguay (2017). Era o filho primogênito de Luiz Rosemberg, jornalista e fundador da agência de notícias APLA, e de Mercedes Rosemberg. Cônjuges: Ana Cláudia de Oliveira, Mara Aché e Ingrid Vorsatz.
Rosemberg começou sua carreira artística com a pintura, dos 16 aos 19 anos, tendo seus primeiros contatos com cinema no princípio dos anos 1960 no Centro Popular de Cultura (CPC) da UNE. Posteriormente, passa a trabalhar como assessor do crítico Antonio Moniz Vianna no Instituto Nacional de Cinema (INC). Sua primeira realização no cinema foi Balada da página 3, de 1969, hoje considerado perdido. No começo dos anos 1970, após a realização de O Jardim das Espumas (1970) (com o qual inicia sua longa parceria com o diretor de fotografia Renaud Leenhardt), muda-se para Paris, onde se aproxima de Glauber Rocha. Volta ao Brasil em 1974. No final dos anos 1980 e início dos anos 1990 faz uma transição da película para o vídeo, passando a realizar obras de tom mais ensaístico. Nos anos 2000, adota o formato digital.
Rosemberg era associado ao cinema marginal brasileiro, rótulo que ele rejeitava. Ao longo de sua carreira, realizou 45 filmes, sendo 11 longas e 34 curtas, marcados pela experimentação e pela crítica política. Começou a dirigir filmes ainda durante a Ditadura Militar e sofreu com a censura, que barrou filmes como O Jardim das Espumas e Crônica de um Industrial. Após dirigir O Santo e a Vedete (1982), entrou em um hiato somente voltando a produzir um longa-metragem 32 anos depois, com Dois Casamentos (2015).
O diretor deixou um filme inédito, O Bobo da Corte, e um recém lançado, Os Príncipes (2018). Rosemberg havia finalizado O Bobo da Corte poucos dias antes de ser internado em uma clínica no Rio de Janeiro. Não resistiu às complicações de uma cirurgia de retirada de uma hérnia abdominal.

## FIlmografia
- Levante (1962)
- Balada da página 3 (1969)
- América do sexo (1969)
- O jardim das espumas (1970)
- Imagens (1972)
- Assuntina das amérikas (1975)
- Um filme familiar (1977)
- Crônica de um industrial (1978)
- Ideologia (1979)
- Auschwitz (1980)
- O santo e a vedete (1982)
- Alice (1984)
- Videotrip (1984)
- O vampiro (1988)
- Desobediência (1989)
- Cinema novo (1991)
- Agit-prop (1993)
- Science-fiction (1993)
- Experimental (1993)
- Barbárie (1993)
- Pornografia (1993)
- As sereias (1994)
- Imagens e imagens (1994)
- As máscaras (1994)
- A cadeira de Constantin (2000)
- Documentário (2001)
- Ana Terra (2005)
- Hollywood sem filtro II (2005)
- Guerras (2005)
- Vigário Geral (2005)
- Dois atos (2005)
- Para Joel Yamaji (2006)
- Passagens (2006)
- Analu (2006)
- O dinheiro (2007)
- Patrícia (2008)
- Sangue (2008)
- Uma carta (2008)
- Nossas imagens (2009)
- Afeto (2009)
- O discurso das imagens (2010)
- As últimas imagens de Tebas (2010)
- Sem título (2010)
- As figurantes (2010)
- Trabalho (2011)
- Desertos (2011)
- Fragmentos (2012)
- Sobre o conceito de espetáculo (2013)
- Desaprender (2013)
- Linguagem (2013)
- Carta a uma jovem cineasta (2014)
- Farra dos brinquedos (2014)
- Dois casamentos (2014)
- Azougue (2015)
- Guerra do Paraguay (2016)
- Os príncipes (2018)
- Bobo da corte (2019)